# Епей
Има двама герои от гръцката митология с името Епей:
1. Син на Панопей. Има славата на страхливец. В Илиада Епей се сражава в Троянската война. Взема участие в боксов мач на погребалните игри в памет на Патрокъл, като играе срещу Евриал и побеждава. По-късно по време на игрите в памет на Ахил побеждава Акамант, сина на Тезей. Построява Троянския кон по идея на Одисей. Конят е куха статуя, достатъчно голяма, за да побере 30 гръцки войници, с тяхното снаряжение.
2. Син на царя на Елида Ендимион. Той предизвиква своите братя на надбягване, побеждава ги и печели царството на баща си.